# Alena Nohavová
Alena Nohavová (* 7. dubna 1960 České Budějovice) je česká politička a učitelka, v letech 2013 až 2017 poslankyně Poslanecké sněmovny PČR, v letech 2008 až 2016 zastupitelka Jihočeského kraje (v roce 2013 navíc radní kraje), členka KSČM.

## Život
Od dětství se věnovala sportovní gymnastice. Po absolvování gymnázia v Praze vystudovala Střední pedagogickou školu v Soběslavi. Od roku 1981 pracovala jako učitelka ve 3. mateřské škole v Třeboni. Od roku 1992 navíc soukromě podniká v oblasti ubytovacích služeb.
Od roku 2009 působí jako členka dozorčí rady Nemocnice Dačice, a.s.
Od roku 2013 do roku 2017 byla poslankyní Poslanecké sněmovny PČR.
Alena Nohavová je vdova a má dvě děti.

## Politické působení
Je členkou KSČM, od roku 2012 předsedkyní Okresního výboru KSČM Jindřichův Hradec a od roku 2013 členka Komise žen Ústředního výboru KSČM.
Do politiky se pokoušela vstoupit, když v komunálních volbách v roce 2002 kandidovala za KSČM do Zastupitelstva města Třeboně, ale neuspěla. Mandát zastupitelky města pak nezískala ani v komunálních volbách v roce 2006, ani v komunálních volbách v roce 2010. Stejně tak neuspěla i v roce 2014.
Do vyšší politiky se pokoušela vstoupit, když kandidovala v krajských volbách v roce 2004 za KSČM do Zastupitelstva Jihočeského kraje, ale neuspěla. Podařilo se jí to až v krajských volbách v roce 2008, kdy se stala krajskou zastupitelkou. Mandát úspěšně obhájila v krajských volbách v roce 2012. V prosinci 2012 byla následně zvolena členkou Výboru pro výchovu, vzdělávání a zaměstnanost (tuto funkci zastávala do května 2013). V březnu 2013 se pak stala neuvolněnou radní Jihočeského kraje, na funkci však po zvolení poslankyní v listopadu 2013 rezignovala. Ve volbách v roce 2016 obhajovala za KSČM mandát zastupitelky Jihočeského kraje, ale neuspěla.
Zúčastnila se rovněž voleb do Senátu PČR v roce 2012, když kandidovala za KSČM v obvodu č. 14 - České Budějovice. Se ziskem 15,15 % hlasů ale skončila na čtvrtém místě a nepostoupila tak ani do druhého kola.
Kandidovala také za KSČM v Jihočeském kraji ve volbách do Poslanecké sněmovny PČR v roce 2006 a ve volbách do Poslanecké sněmovny PČR v roce 2010, ale ani jednou neuspěla. Teprve až když ve volbách do Poslanecké sněmovny PČR v roce 2013 kandidovala v Jihočeském kraji na třetím místě kandidátky KSČM, byla zvolena poslankyní. Získala totiž 2 984 preferenčních hlasů a skončila tak nakonec druhá (přeskočila i Petra Braného, který byl původně druhý a vzhledem k zisku dvou mandátů pro KSČM v Jihočeském kraji se do Sněmovny nedostal).
Ve volbách do Poslanecké sněmovny PČR v roce 2017 obhajovala svůj poslanecký mandát za KSČM v Jihočeském kraji, ale z důvodu propadu KSČM v těchto volbách, neuspěla. Jihočeským komunistům zůstal pouze jeden mandát a ten obdržel stávající předseda KSČM Vojtěch Filip. Ve volbách do Poslanecké sněmovny PČR v roce 2021 byla lídryní KSČM v Jihočeském kraji, ale nebyla zvolena, neboť se celá strana do Poslanecké sněmovny vůbec nedostala.